# ハインリヒ・ホルツマン
ハインリヒ・ユリウス・ホルツマン（Heinrich Julius Holtzmann, 1832年5月7日 - 1910年8月4日）は、ドイツのプロテスタントの神学者で、カール・ユリウス・ホルツマンの息子である。

## 生涯
ホルツマンは、父親が高位聖職者で教会最高会議の助言者であった時にカールスルーエに生まれた。
ホルツマンはベルリンで教育を受けて、1874年にストラスブルクで教授に任命された。新約聖書批評学の高名な学者になり、四福音書対照注解の著者として知られる典型的な自由主義神学者になった。